# Чемпіонат України з пляжного волейболу серед жінок
Чемпіонат України з пляжного волейболу серед жінок розігрується з 1996 року під егідою Федерації волейболу України.

## Призери
| Рік  | Чемпіон                               | Друге місце                          | Третє місце                                  |
| ---- | ------------------------------------- | ------------------------------------ | -------------------------------------------- |
| 1996 | Галина Замрій — Вікторія Іларіонова   |                                      |                                              |
| 1997 | Світлана Плешко — Олена Чорна         |                                      |                                              |
| 1998 | Алла Жданова — Вікторія Поліщук       |                                      |                                              |
| 1999 | Галина Ошейко — Ольга Подурян         |                                      |                                              |
| 2000 | Галина Ошейко — Ольга Подурян         |                                      |                                              |
| 2001 | Світлана Бабуріна — Ольга Подурян     |                                      |                                              |
| 2002 | Світлана Бабуріна — Галина Ошейко     |                                      |                                              |
| 2003 | Ольга Дробишевська — Тетяна Будко     |                                      |                                              |
| 2004 | Світлана Бабуріна — Галина Ошейко     |                                      |                                              |
| 2005 | Світлана Бабуріна — Галина Ошейко     |                                      |                                              |
| 2006 | Світлана Бабуріна — Галина Ошейко     |                                      |                                              |
| 2007 | Світлана Бабуріна — Галина Ошейко     |                                      |                                              |
| 2008 | Світлана Бабуріна — Галина Ошейко     |                                      |                                              |
| 2009 | Світлана Бабуріна — Галина Ошейко     |                                      |                                              |
| 2010 | Ксенія Чекмарьова — Вікторія Сметанюк | Світлана Бабуріна — Галина Ошейко    |                                              |
| 2011 | Олена Басанова — Валентина Грицюк     |                                      |                                              |
| 2012 | Світлана Бабуріна — Інна Махно        |                                      | Олена Басанова — Валентина Грицюк            |
| 2013 | Світлана Бабуріна — Діана Муленко     |                                      |                                              |
| 2014 | Інна Махно — Діана Муленко            |                                      |                                              |
| 2015 | Валентина Давідова — Євгенія Щипкова  |                                      | Олена Басанова — Валентина Грицюк            |
| 2016 | Валентина Давідова — Євгенія Щипкова  | Ірина Махно — Інна Махно             | Діана Луніна (Муленко) — Мирослава Безпалько |
| 2017 | Ірина Махно — Інна Махно              | Валентина Давідова — Євгенія Щипкова | Діана Луніна — Мирослава Безпалько           |
| 2018 | Марина Гладун — Діана Луніна          | Ірина Махно — Інна Махно             | Валентина Давідова — Євгенія Щипкова         |
| 2019 | Ірина Махно — Інна Махно              | Марина Гладун — Дар'я Ковальова      | Мирослава Безпалько — Ольга Чередніченко     |
| 2020 | Ірина Махно — Інна Махно              | Валентина Давідова — Євгенія Баєва   | Ангеліна Хміль — Тетяна Лазаренко            |
| 2021 | Ірина Махно — Інна Махно              | Ангеліна Хміль — Тетяна Лазаренко    | Діана Луніна — Валентина Давідова            |
| 2023 | Марина Гладун — Тетяна Лазаренко      | Софія Рилова — Інна Махно            | Валентина Давідова — Євгенія Баєва           |
| 2024 | Єва Сердюк — Дар'я Романюк            | Марина Гладун — Тетяна Лазаренко     | Валентина Давідова — Ангеліна Хміль          |